# GG45
GG45（GGはGigaGate、45はRJ-45 (8P8C) との後方互換を意味する）とは、カテゴリー7ケーブルに用いられるコネクタである。Nexans社によって開発された。
2001年にIEC 60603-7-7として標準化され、ISO 11801のカテゴリー7ケーブル標準として選択された。
GG45には2つのモードがある。RJ-45 (8P8C) コネクタを用いるCat6 (100/250MHz) 互換のMode1と、Cat7（600MHz、改訂版では1000MHz）で利用するMode2である。Mode1ではRJ-45 (8P8C) コネクタと同じ位置にある8端子を用いるが、Mode2では8端子のうちの両端2端子ずつ（すなわち1・2ピンと7・8ピン）と新しく追加された4端子を用いる。